# 1908년 하계 올림픽 조정 남자 싱글 스컬
틀:역대 올림픽 조정
1908년 하계 올림픽 조정 남자 싱글 스컬은 1908년 하계 올림픽 조정의 4개 세부종목 가운데 하나였다. 한 국가당 최대 2명의 선수를 출전시킬 수 있었으며, 6개국 9명의 선수가 참가하였다.
개최국 영국의 해리 블랙스태프가 금메달을, 알렉산더 맥컬럭이 은메달을 차지하며 상위권을 휩쓸었다. 영국이 이 종목에서 우승을 거둔 것은 이번이 처음으로, 1900년 하계 올림픽에서 동메달을 획득한 바 있다. 동메달은 이번 대회에서 처음 출전한 독일의 베른하르트 폰 가자와 헝가리의 카로이 레비츠키에게 수여되었다.

## 배경
올림픽 조정 역사상 세번째로 열린 싱글스컬 경기로 1896년 하계 올림픽부터 신설되었으나 당시 악천후로 취소되었다. 이후 1900년 하계 올림픽부터 제대로 경기가 치러졌으며 조정이 정식 종목으로 채택된 대회마다 매번 열리고 있다.
이번 대회에서는 사상 처음으로 국제대회에서 쟁쟁한 선수들끼리 맞붙었다. 특히 다이아몬드 챌린지 스컬 우승자가 많았는데, 영국의 루 스콜스 (1904년 우승), 해리 블랙스태프 (1906년 우승), 캐나다의 알렉산더 맥컬럭 (1908년 우승)이 대표적이었다. 영국은 여기에 1902년, 1903년, 1905년 다이아몬드 챌린지 스컬 우승자인 프레더릭 셉티머스 켈리가 활동 중이었으나, 이번 대회에서는 싱글 스컬 종목에 출전하지 않고 에이트 종목에만 출전했다. 1908년 당시 한 국가당 선수규모 제한에 따라 영국 출신 조정선수는 2명만 본선에 출전하게 되었다. 지난 올림픽 챔피언인 미국의 프랭크 그리어는 출전하지 않았다.
벨기에, 캐나다, 독일, 헝가리, 이탈리아가 이 종목에 처음 출전했으며, 영국은 유일하게 이전에 출전한 경험이 있는 국가였다.

## 경기 방식
1908년 대회에서는 일대일 경기가 총 4라운드로 편성되었다. 9명의 선수가 출전하였으며 이 가운데 7명이 부전승으로 준준결승에 진출하면서 예선전에서는 단 1경기만 제대로 열렸다. 준결승에서 패한 선수들에게는 모두 동메달이 수여되었다. 코스의 길이는 1.5마일이며, 출발점과 중간지점에서 약간의 굴곡이 있었다.

## 일정
| 날짜                   | 시간              | 라운드   |
| ---------------------- | ----------------- | -------- |
| 1908년 7월 28일 화요일 | 15:00             | 1라운드  |
| 1908년 7월 29일 수요일 | 12:30 15:00 16:00 | 준준결승 |
| 1908년 7월 30일 목요일 | 12:30 16:45       | 준결승   |
| 1908년 7월 31일 금요일 | 14:30             | 결승     |

## 결과

### 1라운드

#### 1차전
독일의 베른하르트 가자는 쉽게 승리했으며, 킬러는 독일 선수가 결승선을 통과한 후 경기를 포기했다.
| 순위 | 선수               | 국가   | 시간   | 비고 |
| ---- | ------------------ | ------ | ------ | ---- |
| 1    | 베른하르트 폰 가자 | 독일   | 9:35.0 | Q    |
| —    | 에르뇌 킬레르      | 헝가리 | DNF    |      |

### 준준결승

#### 준준결승 1차전
| 순위 | 선수               | 국가   | 시간   | 비고 |
| ---- | ------------------ | ------ | ------ | ---- |
| 1    | 베른하르트 폰 가자 | 독일   | 9:47.0 | Q    |
| 2    | 루 스콜스          | 캐나다 | 불명   |      |

#### 준준결승 2차전
| 순위 | 선수            | 국가     | 시간    | 비고 |
| ---- | --------------- | -------- | ------- | ---- |
| 1    | 카로이 레비츠키 | 헝가리   | 10:08.0 | Q    |
| 2    | 지노 차바티     | 이탈리아 | 불명    |      |

#### 준준결승 3차전
보울러의 보트가 전복되어 블랙스태프가 준결승에 진출했다.
| 순위 | 선수            | 국가   | 시간    | 비고 |
| ---- | --------------- | ------ | ------- | ---- |
| 1    | 해리 블랙스태프 | 영국   | 10:03.0 | Q    |
| —    | 월터 볼러       | 캐나다 | DNF     |      |

#### 준준결승 4차전
| 순위 | 선수            | 국가   | 시간    | 비고 |
| ---- | --------------- | ------ | ------- | ---- |
| 1    | 알렉산더 맥컬럭 | 영국   | 10:08.0 | Q    |
| 2    | 요제프 헤르만스 | 벨기에 | 불명    |      |

### 준결승

#### 준결승 1차전
| 순위 | 선수            | 국가   | 시간    | 비고 |
| ---- | --------------- | ------ | ------- | ---- |
| 1    | 알렉산더 맥컬럭 | 영국   | 10:22.0 | Q    |
| 3    | 카로이 레비츠키 | 헝가리 | 불명    |      |

#### 준결승 2차전
베른하르트 폰 가자가 1500m 지점에서 부상으로 기권하면서 블랙스테프가 결승전에 바로 진출했다.
| 순위 | 선수               | 국가 | 시간    | 비고 |
| ---- | ------------------ | ---- | ------- | ---- |
| 1    | 해리 블랙스태프    | 영국 | 10:14.0 | Q    |
| 3    | 베른하르트 폰 가자 | 독일 | DNF     |      |

### 결승
맥컬럭이 초반에 리드를 잡았으나, 블랙스태프보다 점차 속력이 떨어졌다. 맥컬럭은 1200야드를 지난 시점에서 블랙스태프보다 한 길이 선두를 달렸으나 1마일 지점에서 블랙스태프가 ¾ 길이로 앞서기 시작하였다.
| 순위 | 선수            | 국가 | 시간   |
| ---- | --------------- | ---- | ------ |
| 1    | 해리 블랙스태프 | 영국 | 9:26.0 |
| 2    | 알렉산더 맥컬럭 | 영국 | 9:27.5 |

## 최종 순위
| 순위 | 선수               | 국가     | 첫 라운드 | 준준결승  | 준결승    | 결승      |
| ---- | ------------------ | -------- | --------- | --------- | --------- | --------- |
| 1    | 해리 블랙스태프    | 영국     | 부전승    | 10:03.0   | 10:14.0   | 9:26.0    |
| 2    | 알렉산더 맥컬럭    | 영국     | 부전승    | 10:08.0   | 10:22.0   | 9:27.5    |
| 3    | 카로이 레비츠키    | 헝가리   | 부전승    | 10:08.0   | 불명      | 진출 실패 |
| 3    | 베른하르트 폰 가자 | 독일     | 9:35.0    | 9:47.0    | DNF       | 진출 실패 |
| 5    | 지노 차바티        | 이탈리아 | 부전승    | 불명      | 진출 실패 | 진출 실패 |
| 5    | 요제프 헤르만스    | 벨기에   | 부전승    | 불명      | 진출 실패 | 진출 실패 |
| 5    | 루 스콜스          | 캐나다   | 부전승    | 불명      | 진출 실패 | 진출 실패 |
| 5    | 월터 볼러          | 캐나다   | 부전승    | DNF       | 진출 실패 | 진출 실패 |
| 9    | 에르뇌 킬레르      | 헝가리   | DNF       | 진출 실패 | 진출 실패 | 진출 실패 |